# Анібаль Фернандес
Ані́ба́ль Домі́нго Ферна́ндес (ісп. Aníbal Domingo Fernández, нар. 9 січня 1957) — аргентинський політик, міністр внутрішніх справ в адміністрації президента Нестора Кіршнера, міністр юстиції за президентства Крістіни Фернандес де Кіршнер та глава уряду у 2009-2011 і 2015 роках.

## Біографія
Народився у Кільмесі, провінція Буенос-Айрес, здобув освіту в галузі бухгалтерського обліку та права. Вступив на державну службу та працював у муніципальних організаціях округів Кільмес та Флоренсіо-Варела з 1983 року. У 1985—1991 роках мав місце у пероністській фракції в сенаті провінції Буенос-Айрес.
У 1991 році Фернандеса було обрано мером Кільмеса. У 1995 році він став провінційним сенатором й очолив комітет охорони здоров'я. Виграв нагороду найкращого сенатора у 1996 році. У червні 1997 року його було призначено на посаду помічника міністра внутрішніх справ та юстиції провінції. У грудні 1999 року губернатор Карлос Рукоф призначив його на пост секретаря у питаннях праці та допоміг йому стати першим міністром праці у провінції у 2001 році.
У січні 2002 року президент Едуардо Дуальде призначив Фернандеса на пост генерального секретаря адміністрації Президента, а у жовтні того ж року — на пост міністра промисловості. У 2003 році Нестор Кіршнер призначив його на посаду міністра внутрішніх справ. Дружина і наступниця Нестора Кіршнера на посту президента Крістіна Кіршнер призначила Фернандеса на пост глави уряду. Цю посаду він обіймав до кінця 2011 року.
Фернандес одружений, має сина. Він є палким прихильником та вболівальником футбольного клубу Кілмес Атлетико.